# Andrew Reynolds
Andrew Reynolds (Lakeland, 6 giugno 1978) è uno skater statunitense professionista.

## Biografia
Iniziò ad andare in skateboard all'età di nove anni; cominciò a farsi conoscere come skater, molto presto, agli inizi degli anni novanta. Nel 1998, a soli 20 anni, ricevette, dal Thrasher magazine, la statuetta di Skater of the Year (Skater dell'Anno), successivamente nel 2011 con il video Emerica Stay Gold ha vinto il premio "Best Video Part". Gli vennero dati molti soprannomi, i più conosciuti sono: Drew, Waldo e soprattuttoThe Boss, soprannome datogli nel 2012.
Come altri suoi compagni Andrew è apparso nella serie Activision di Tony Hawk's Pro Skater e nel videogioco EA Skate 3-
I suoi trick personali sono il frontside flip e the reynolds (360 flip to noseslide). Questi trick si trovano in molte delle sue part (in Baker 2G e nel video di Emerica This is Skateboarding e nel video Baker 3). È anche conosciuto per dei trick memorabili come un Caballerial giù dalla scalinata handrail e per il 360 nollie giù dal Carlsbad Gap. Uno dei suo posti preferiti da skateare è la Canada High School.
Gli sponsor con cui è sotto contratto tuttora sono la Baker (fondata da lui stesso), Independent, Spitfire, Emerica (di cui è anche membro), Nixon e Altamont (di cui, insieme a Bryan Herman ne è il dirigente).
La Baker è stata fondata dallo stesso Reynolds e vanta nelle proprie file anche Dustin Dollin (apparso anche lui in Tony Hawk's Project 8, Bryan Herman, Terry kennedy (apparso anche lui come membro Baker in Skate 3).